# Moergestel
Moergestel (Brabants: Gèssel) is een dorp in de Nederlandse gemeente Oisterwijk, provincie Noord-Brabant, met in 2023 ruim 6.120 inwoners. De voormalige gemeente Moergestel werd op 1 januari 1997 bij herindeling samengevoegd met de gemeente Oisterwijk. Het dorp ligt ten zuiden van het dorp Oisterwijk en ten noorden van de A58.

## Streektaal
In Moergestel wordt een dialect gesproken ("Gèssels") dat veel lijkt op Tilburgs. Het voornaamste verschil is dat in Moergestel de klinkers nooit worden opgerekt, zoals in het Tilburgs. Ofschoon een aantal Moergestelnaren betrokken is bij de Stichting Tilburgse Taol, wordt het Moergestels in lokale publicaties meestal fonetisch en logischerwijs niet volgens de regels van de Schrijfwijze Tilburgse Taal geschreven. Overigens: volgens de regels van de S.T.T. zou de juiste schrijfwijze niet Gessel maar Gèèsel zijn (wat dus niet ter zake doende is).

## Etymologie
De naam Moergestel is een samenvoeging van moer of veen, en gestel of hoge grond tussen twee rivieren.

## Geschiedenis

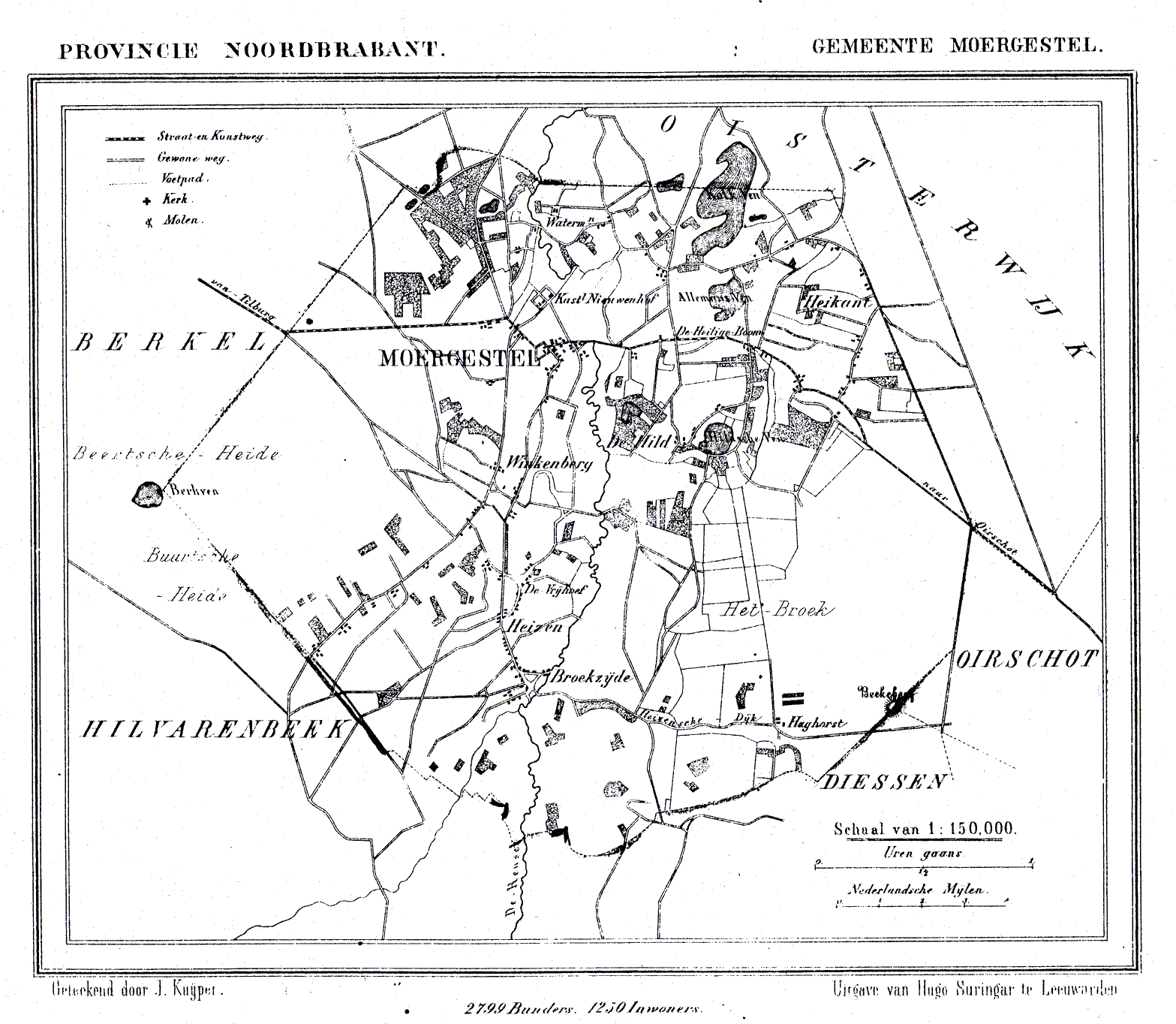
Moergestel in 1867

Het dorp Moergestel is voortgekomen uit vier herdgangen, Kerkeind, Heizen, Heuvel en Over ’t Water. In de middeleeuwen behoorde Moergestel tot het Kwartier van Oisterwijk van de Meierij van 's-Hertogenbosch.
De heerlijkheid Moergestel had haar zetel op Kasteel Nieuwenhof. Vanaf de 14e eeuw zijn heren bekend. Deze omvatten geslachten als Van Horne, Van der Leck, Vertaing en Schetz. In 1761 kwam het kasteel aan koopman Marcellus Bles en in 1840 vestigden er zich de Zusters van Liefde van Tilburg en werd het een klooster, het Sint-Stanislausgesticht.
De eerste vermelding van een kerk in Moergestel dateert van 1110. Moergestel was toen al een zelfstandige parochie die aan Johannes de Doper was gewijd en het patronaatsrecht berustte bij het Sint-Janskapittel te Luik. In 1334 vond een overdracht van goederen plaats aan de Abdij van Tongerlo welke abdij sindsdien ook het patronaatsrecht uitoefende. De oudst bekende pastoor was Henricus van Oisterwijk die in 1414 afgevaardigd werd naar het Concilie van Konstanz. De laatste pastoor die door deze abdij werd benoemd was Hiëronymus Pessers, die deze functie uitoefende van 1810-1838.
De kerk had een bewogen geschiedenis. In 1388 werd ze verwoest door Gelderse troepen en in 1583 door Spaanse troepen. Ook in 1609 brandde de kerk af, ze werd hersteld door de plaatselijke molenaar. In 1648 kwam de kerk in handen van de Hervormden, en vanaf 1690 werd het priesterkoor van de kerk als raadhuis gebruikt. De katholieken kerkten in een schuurkerk, waarvan wordt vermeld dat deze bediend werd door een paap van Tongerlo. In 1809 kregen de katholieken hun kerk echter terug en moest men een nieuwe ruimte voor het raadhuis zoeken. De sterk verwaarloosde kerk werd enigszins hersteld en in 1880 werd de kerk gerestaureerd en uitgebreid door Carl Weber. In 1932 werd deze kerk echter, op de toren na, gesloopt en werd een nieuwe kerk gebouwd door Hendrik Willem Valk. Deze kerk bestaat nog steeds.

## Bezienswaardigheden

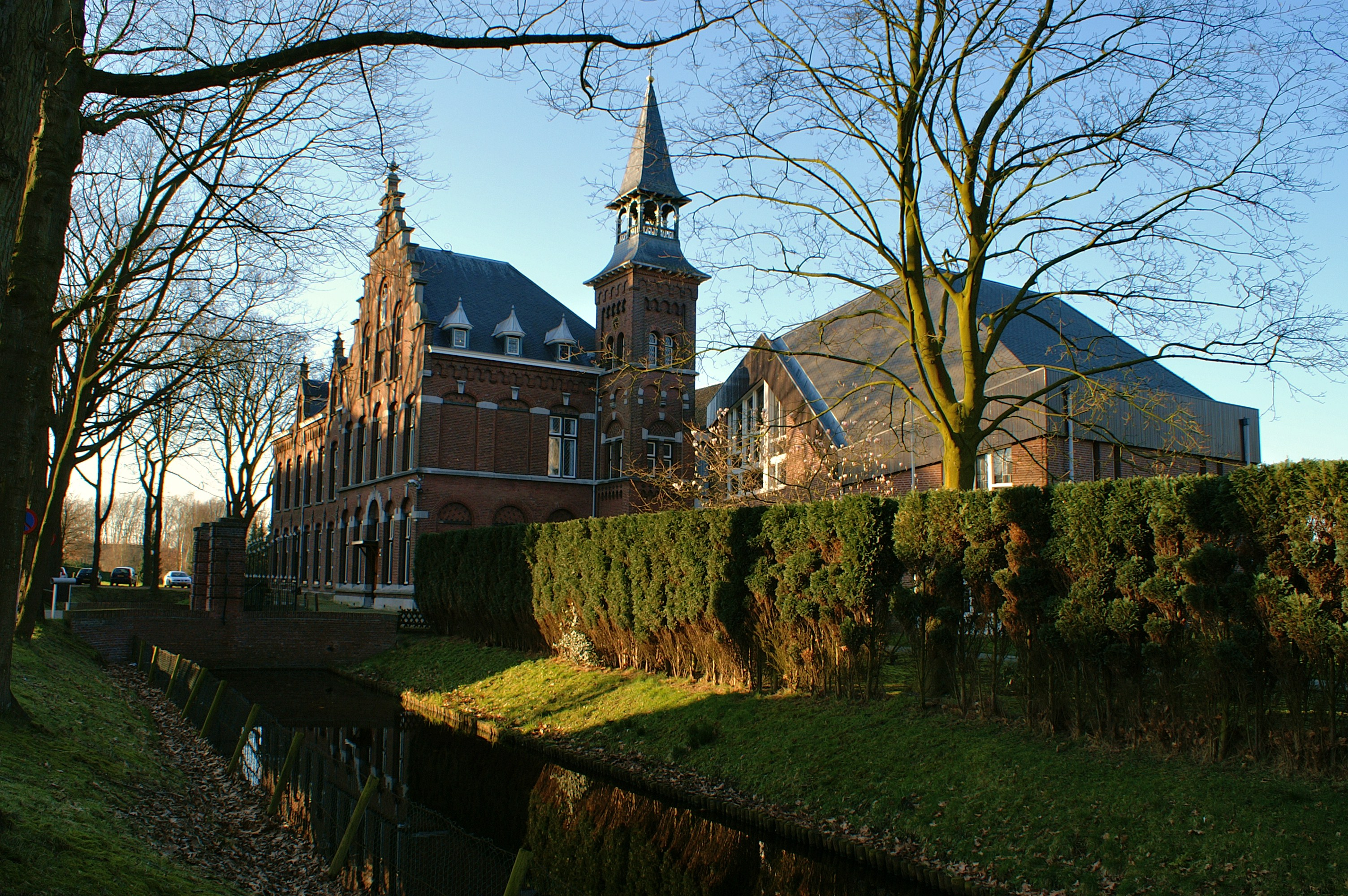
Kasteel Nieuwenhof

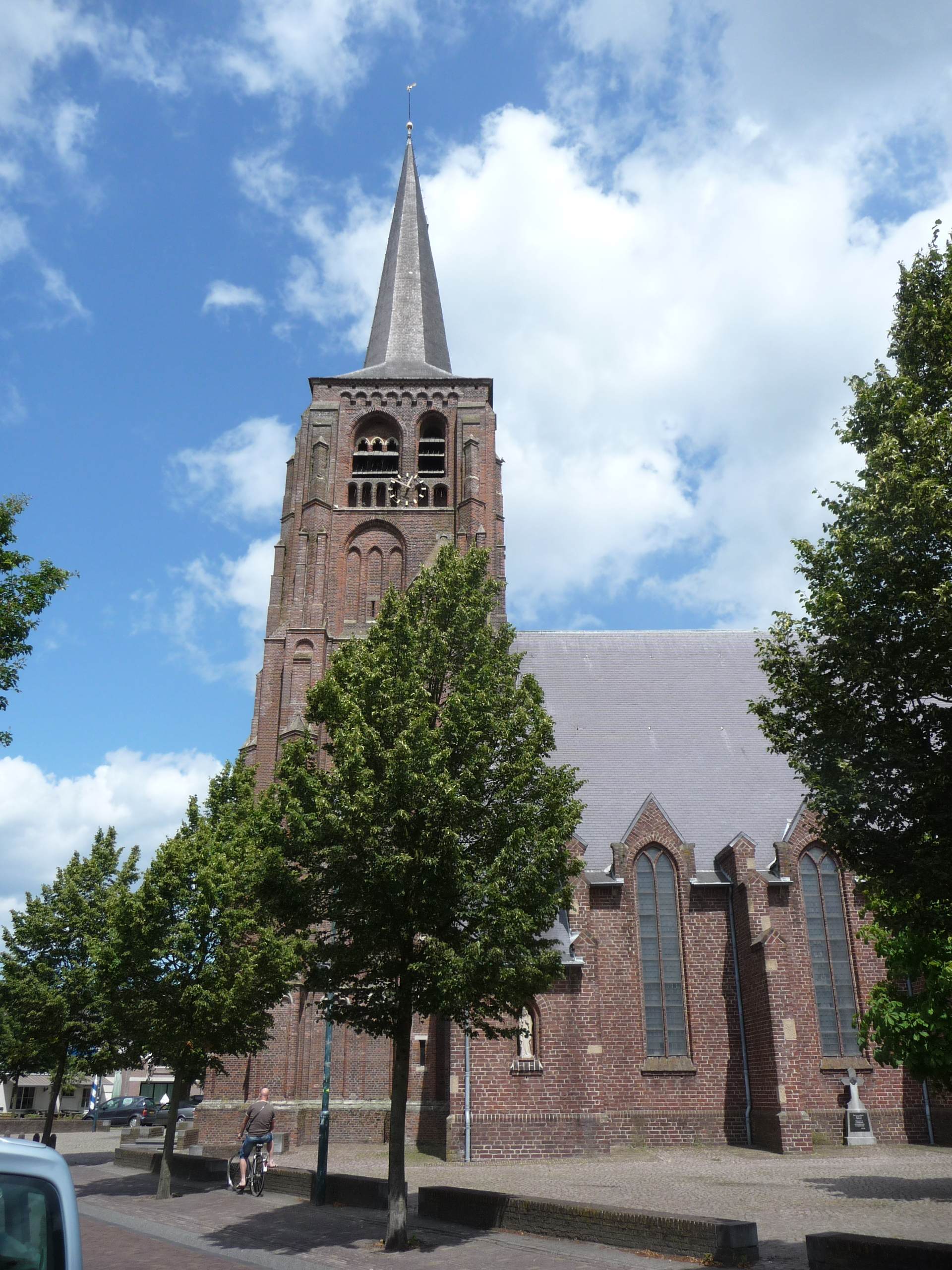
Sint-Janskerk

- Sint-Janskerk, een parochiekerk die bestaat uit een toren in Kempense gotiek en een kerkgebouw uit 1930-1931 naar ontwerp van de architect Hendrik Willem Valk. De toren is omstreeks 1500 gebouwd. Ze is rijkelijk met natuurstenen ornamenten versierd. In 1949 werd ze eigendom van de parochie en de laatste restauratie ervan dateert van 2000. De toren is een rijksmonument. Het interieur van de kerk is uitgevoerd in schoon metselwerk en er zijn ook enkele beelden zoals een 16e-eeuwse Sint-Rochus, Johannes de Doper en Ermelindis, een gepolychromeerd Bonifatiusbeeld uit de 17e-18e eeuw en enkele gepolychromeerde gipsen kopieën van beelden vervaardigd in de ateliers van Heinrich Cerfontaine. In 1997 werd in de kerk een dagkapel geopend.
- Aan de Scheerman staat een standerdmolen. De molen komt echter oorspronkelijk uit Haghorst. Deze bevat onderdelen die zeer oud zijn. In 2007 zijn de roeden gestreken vanwege een defect aan de askop. De molen bevat sinds 2009 weer zijn herstelde askop.
- Kasteel Nieuwenhof, tegenwoordig Park Stanislaus, in het noorden van het dorp. De meeste gebouwen zijn uit 1877 maar een enkele 18e-eeuwse vleugel is nog aanwezig, evenals de omgrachting.
- Het Broothuys aan de Oirschotseweg 11 werd in 1779 gebouwd. Het heeft gefungeerd als predikantenwoning. Later werd het een burgemeesterswoning. In 1967 vertrok de laatste bewoner. Het huis dreigde toen te vervallen maar is inmiddels weer opgeknapt.

## Evenementen
- Carnaval; Moergestel heet dan Pierewaaiersrijk
- Jaarmarkt in mei
- Quispel, een quizprogramma voor het hele dorp, georganiseerd door dorpsbewoners
- Kermis, 1e weekend van juli
- Landjuweel, georganiseerd door diverse gilden
- Pre-Season Tournament, een groot internationaal softbaltoernooi voor junioren en senioren
- Wie-Kent-Kunst, elk najaar sinds 1998. Dorpsevenement met elk jaar een ander thema gericht op erfgoed, identiteit en cultuurhistorie

## Economie
Moergestel is vanouds een dorp van schoenmakers en schoenfabrieken. Van de talrijke schoenfabrieken is slechts de Schoenfabriek Wed. J.P. van Bommel BV overgebleven, een internationaal opererend familiebedrijf waarvan de geschiedenis teruggaat tot het jaar 1734 en dat reeds door negen opvolgende generaties Van Bommel wordt bestuurd. In 1952 verkreeg het bedrijf het predicaat Hofleverancier. In 2002 werd de AvanG schoenfabriek (Antoon van Gils) te Moergestel overgenomen, wegens gebrek aan opvolging. Dit bedrijf werd geïntegreerd in Van Bommel en in 2007 werd de productie van AvanG schoenen stopgezet. De productie bedraagt ongeveer 500.000 paar schoenen per jaar.

## Natuur en landschap

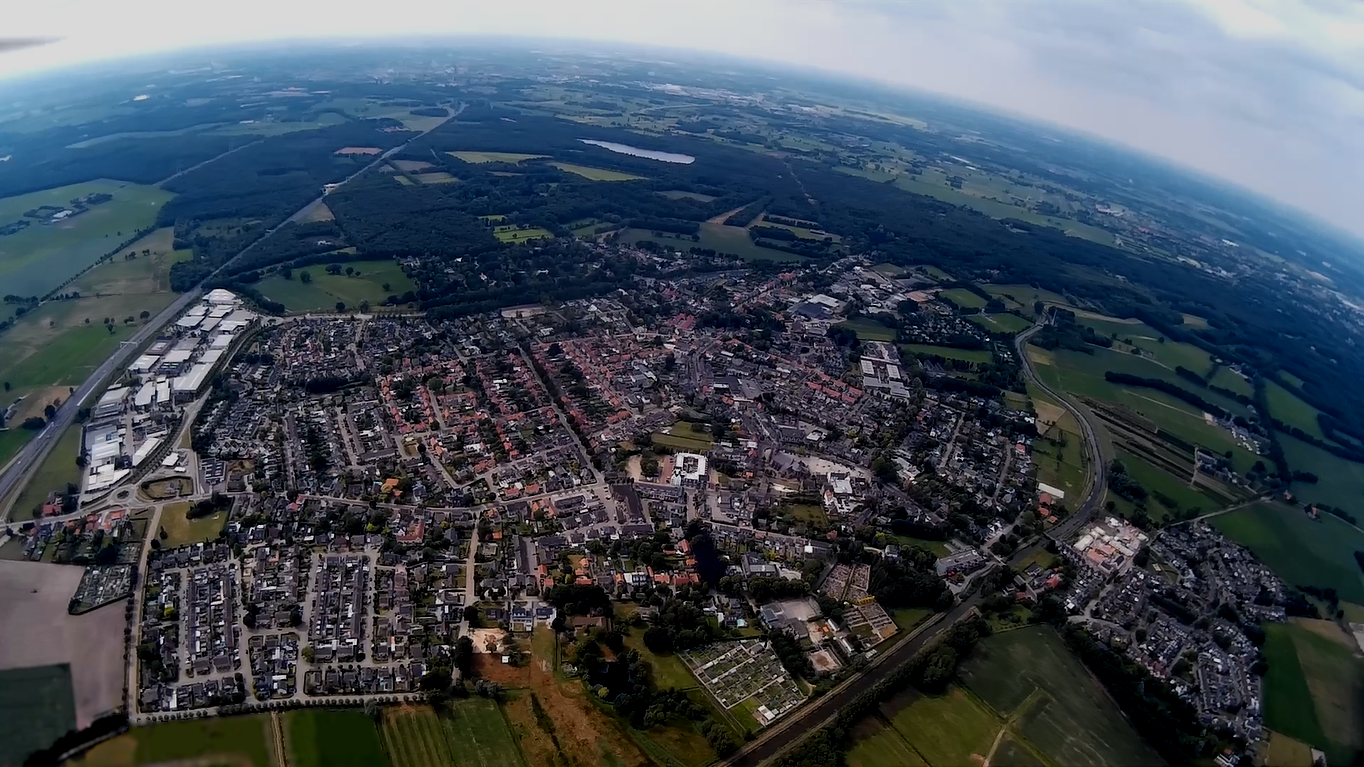
Moergestel luchtfoto

Vanuit het zuiden stroomt de Reusel langs de oostkant van Moergestel.
Ten zuiden van Moergestel bevindt zich het natuurgebied het Moergestels Broek, ten noorden het natuurgebied Oude Hondsberg, Ter Braakloop en Galgeven. Ten noordoosten liggen de Oisterwijkse Bossen en Vennen.

## Media
Huis-aan-huisbladen:
- Moergestel Nieuws, is een onderdeel van Nieuwsklok.
- Nieuwsklok, verschijnt wekelijks
- Stadsnieuws, verschijnt twee keer per week
- Tilburgse Koerier, verschijnt niet meer
- Hilverbode, verschijnt wekelijks
- Uitstraling, verschijnt wekelijks

Plaatselijke omroepen:
- Stichting Oisterwijk Heukelom Moergestel (OHM), plaatselijke omroeporganisatie:
  - Moergestel TV (MTV), lokale televisie voor de woonplaats Moergestel en radio voor de gehele gemeente
  - LOVO TV, lokale televisie voor de woonplaats Oisterwijk, teksttelevisie voor de gehele gemeente

## Bekende inwoners

### Geboren in Moergestel
- Herman van Hulten (1885-1979), burgemeester van Vlierden en Haps
- Noud Smits (1934-2017), directeur mavo te Tilburg, wethouder/waarnemend burgemeester (1978-1990), auteur, geschiedkundig schrijver
- Martijn Meeuwis (1982), honkballer (geboren, een van de catchers van het Nederlandse honkbalteam, begon bij honkbalvereniging Roef in Moergestel)
- Arjan Swinkels (1984), voetballer (geboren, begon bij amateurvoetbalvereniging Audacia in Moergestel)
- Jasper de Laat (1994), wielrenner
- Freeke Moes (1998), hockeyster

### Woonachtig geweest in Moergestel
- Marcellus Bles (1715-1797), Oost-Indiëvaarder
- Jan Dijker (1913-1993), monumentaal kunstenaar

## Trivia
- Tussen 1924 en 1948 was er in Moergestel een openbaarvervoerbedrijf, Vitesse genaamd.

## Nabijgelegen kernen
Berkel-Enschot, Oisterwijk, Spoordonk, Haghorst, Tilburg, Biest-Houtakker